# 最多跑一次

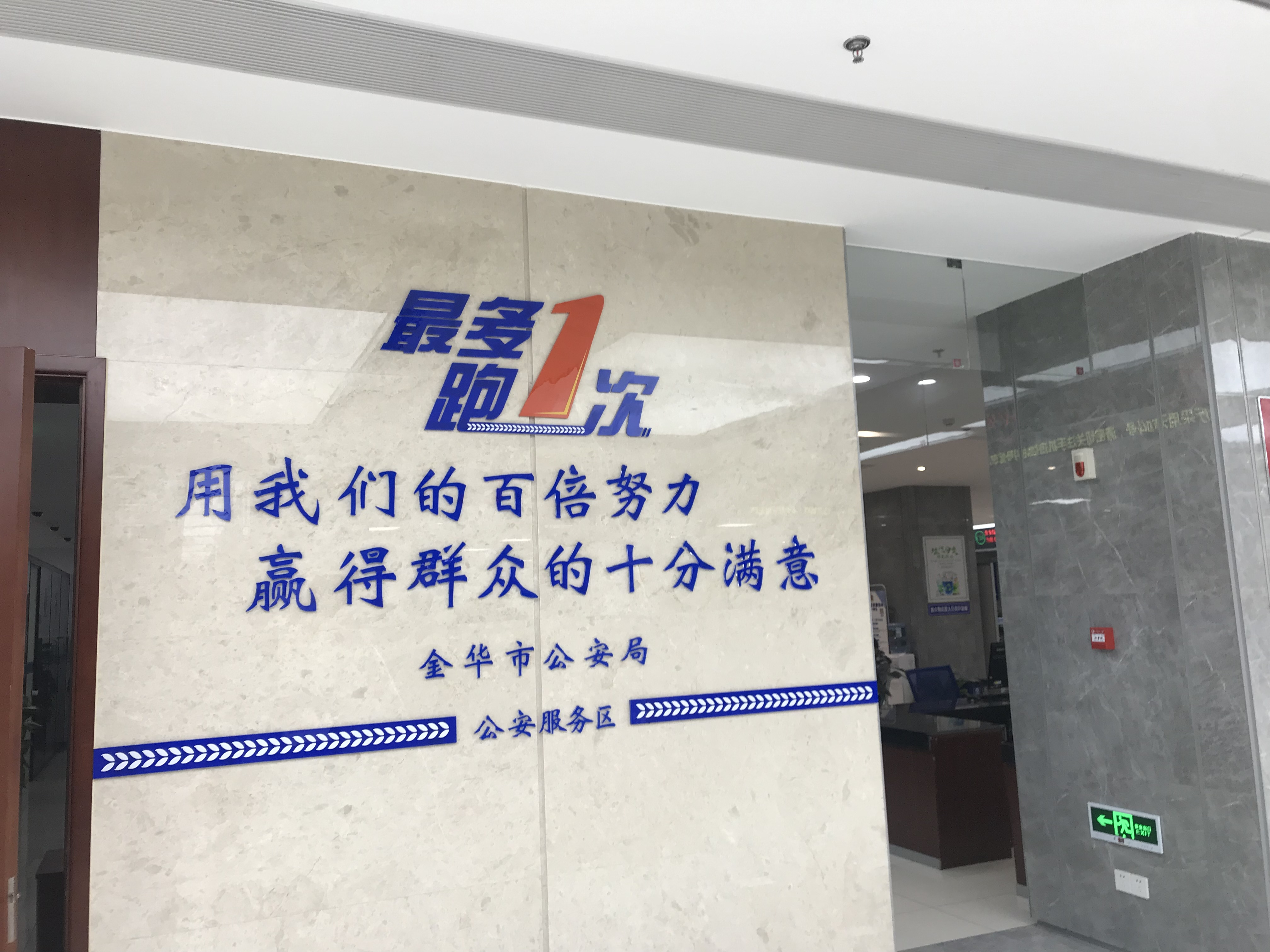
金华市行政服务中心内，金华市公安局公安服务区“最多跑一次”标语

最多跑一次最初是中华人民共和国浙江省各级人民政府自2016年起所进行的改革，后来其政策拓展到中国大陆多个省份。此项改革旨在令申请材料齐全、符合法定受理條件的群众、法人、非法人组织到政府办事时，从办事之初到办理完成最多仅需要实地前往到政府部门一次，甚至完全不需要前往政府部门办公地。

## 背景
2003年，中国共产党浙江省委员会及浙江省人民政府提出構建“服務型政府”，要求全省各級政府部門提高办事效率和服务水平，自此不斷進行行政審批制度的改革：2011年3月，浙江省人民政府開始推動社会管理综合信息系统的建設，使得全省各級政府部門可以聯網運行；2014年，浙江省人民政府推出“四张清单一张网”審批制度改革；2015年，浙江省人民政府推動“互聯網+政務服務”。
“最多跑一次”實則是以滿足社會主體需求為導向，促成政府的職能轉變和效能提升。在改革推動前，浙江省已經全面清理非行政许可审批事项，將13752项非行政许可审批事项取消5345项，其餘轉為行政确认、行政征收和政府内部管理；而行政審批事項則精簡為516项。僅僅在2014年一年內，浙江省1.23万项省级部门行政权力被精减到4236项，非行政许可审批事项也被全面取消。浙江省、轄下地市、縣、鄉鎮、功能區均已經公布权责清单，明確了各級政府的權責邊界，亦為“最多跑一次”改革奠定了基礎。
透過防火墙技术、大数据分析技术、云端数据库技术、精准化推荐技术等技術手段，政府部門間信息共享的障礙能夠被破除。然而各地行政審批中心的和政務服務網的設立仍然沒有解決民眾在信息不互通的不同服務窗口間奔波的問題，優化政府内部行政流程、精簡服務項目並能主動與相關部門接洽配合成為改革的難點。

## 浙江經驗

### 目标提出和实现
2016年12月，中共浙江省委副书记、浙江省代省长车俊提出，政府自身改革需要以“最多跑一次”為理念和目标。2017年1月，车俊又在浙江省兩會提出：80%左右的行政事项到2017年年底确保实现“最多跑一次”，群众和企业到政府办事“最多跑一次是原则，跑多次是例外”的要求可以基本实现。2017年2月3日，浙江省工商行政管理局率先響應這一目標，提出了包含15个工商办事项目的“最多跑一次”清单；隨後，台州市、绍兴市、湖州市、丽水市、嘉兴市、衢州市、舟山市、金华市、宁波市、杭州市、温州市等地級市均透過浙江政務服務網和新聞媒體公布清單，接受群眾監督。2017年2月10日，浙江省人民政府發布《加快推进“最多跑一次”改革实施方案》，要求各地各部門公布“最多跑一次”清单，並公布數據和強化監督。截至2017年年底，浙江省“最多跑一次”改革的實現率為87.9%，服務滿意率為94.7%。

### 行政和立法保障
2018年，浙江省人民政府为“最多跑一次”改革专门设立浙江省最多跑一次改革办公室，该办公室曾经被网友吐槽为“全世界最奇葩的衙门”。
2019年元旦，浙江省开始实施《浙江省保障“最多跑一次”改革规定》，亦成为中华人民共和国国务院“放管服”改革领域中首部综合性地方法规，將浙江省在“最多跑一次”改革中實行的行政许可告知承诺制、标准地制度、施工图设计文件联合审查等改革成果透過立法手段加以確認。《規定》亦明確了“最多跑一次”改革中將事务性登记等集納到一處的“行政服务中心”形式的法律地位，亦為改革中所犯錯誤提出了容錯條款。

## 推廣使用
2018年十三届全国人大一次会议上，中華人民共和國國務院總理李克強在政府工作报告中指出，要推進“互联网+政务服务”，令更多事項可以在網上完成，需要到現場辦理也應當“只进一扇门”、“最多跑一次”；令浙江省提出的“最多跑一次”寫進政府工作報告，成為向全國推廣的改革经验。
2018年6月，国务院办公厅印發《进一步深化“互联网+政务服务”推进政务服务“一网、一门、一次”改革实施方案》，將“最多跑一次”推廣到中國大陸各省市，各地紛紛印發“只跑一次”事项清单、並建設一体化在线政务服务平台：如河北省就印發《关于进一步加强全省一体化在线政务服务平台建设的实施意见》，要求2018年底前省市两级政务服务事项80%可以網上辦理、縣級事務60%可以網上辦理；又比如广西壮族自治区一体化网上政务服务平台，就列明权责清单、一次性告知清单、“只需跑一次”事项清单、“一次不用跑”事项清单、收费事项清单等11個清單，供辦事人員參考。

## 拓展閱讀
- 浙江政務服務網上關於“最多跑一次”的專題頁面 （页面存档备份，存于）
- 一图读懂《浙江省保障“最多跑一次”改革规定》 （页面存档备份，存于）